# Buchans
Buchans es un pueblo canadiense situado en la provincia de Terranova y Labrador.

## Superficie
Buchans tiene una superficie de 4,63 km².

## Demografía
En 2021, tenía 590 habitantes, una densidad poblacional de 127,6 hab./km², y 338 viviendas.